# 이치카와 후사에

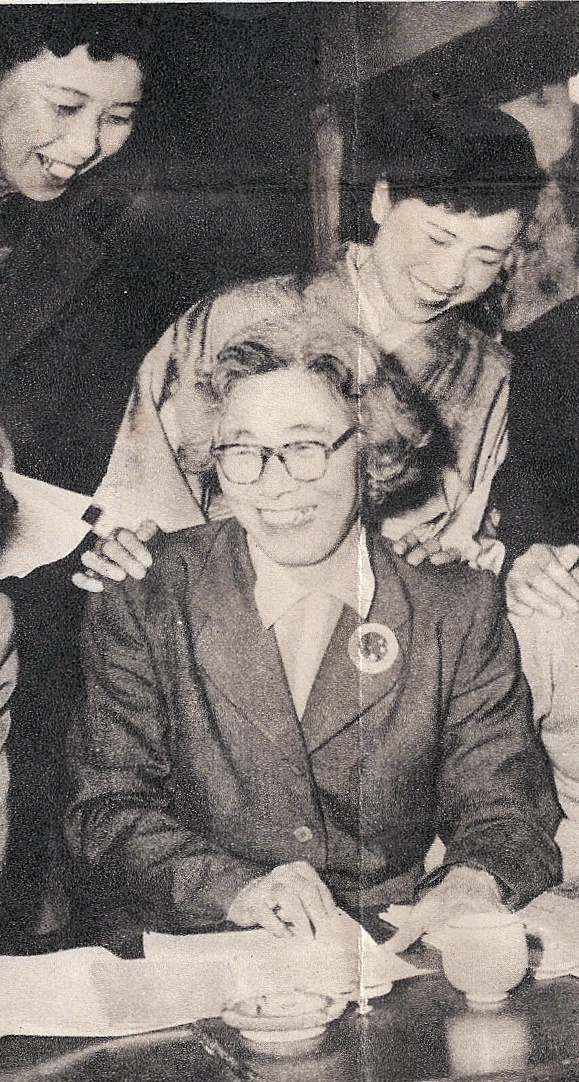
이치카와 후사에

이치카와 후사에(일본어: 市川房枝, 1893년 5월 15일 ~ 1981년 2월 11일)는 일본의 페미니스트, 정치인, 여성 참정권 운동 지도자였다. 이치카와는 일본의 여성 참정권 운동의 핵심 인물로, 1945년 여성으로 선거권이 확대되는 데 기여하였다.

## 어린 시절
이치카와는 1893년 아이치현 비사이시에서 태어났다. 교육을 중시한 집안에서 성장하였으나 어머니가 아버지에게 신체적 학대를 당하는 것을 목격하기도 하였다. 초등학교 교사가 되겠다는 꿈으로 아이치 여성 교사 학원에 재학하였다. 1910년대 도쿄로 이주하면서 여성운동에 대해 알게 되었다. 1917년 아이치로 돌아온 그는 나고야 신문의 첫 여성 기자가 되었다. 1920년 그는 일본의 선구적인 페미니스트 히라쓰카 라이초와 함께 신부인협회(新婦人協会, 신후진교카이)를 공동 창립하였다.

## 여성의 참정권

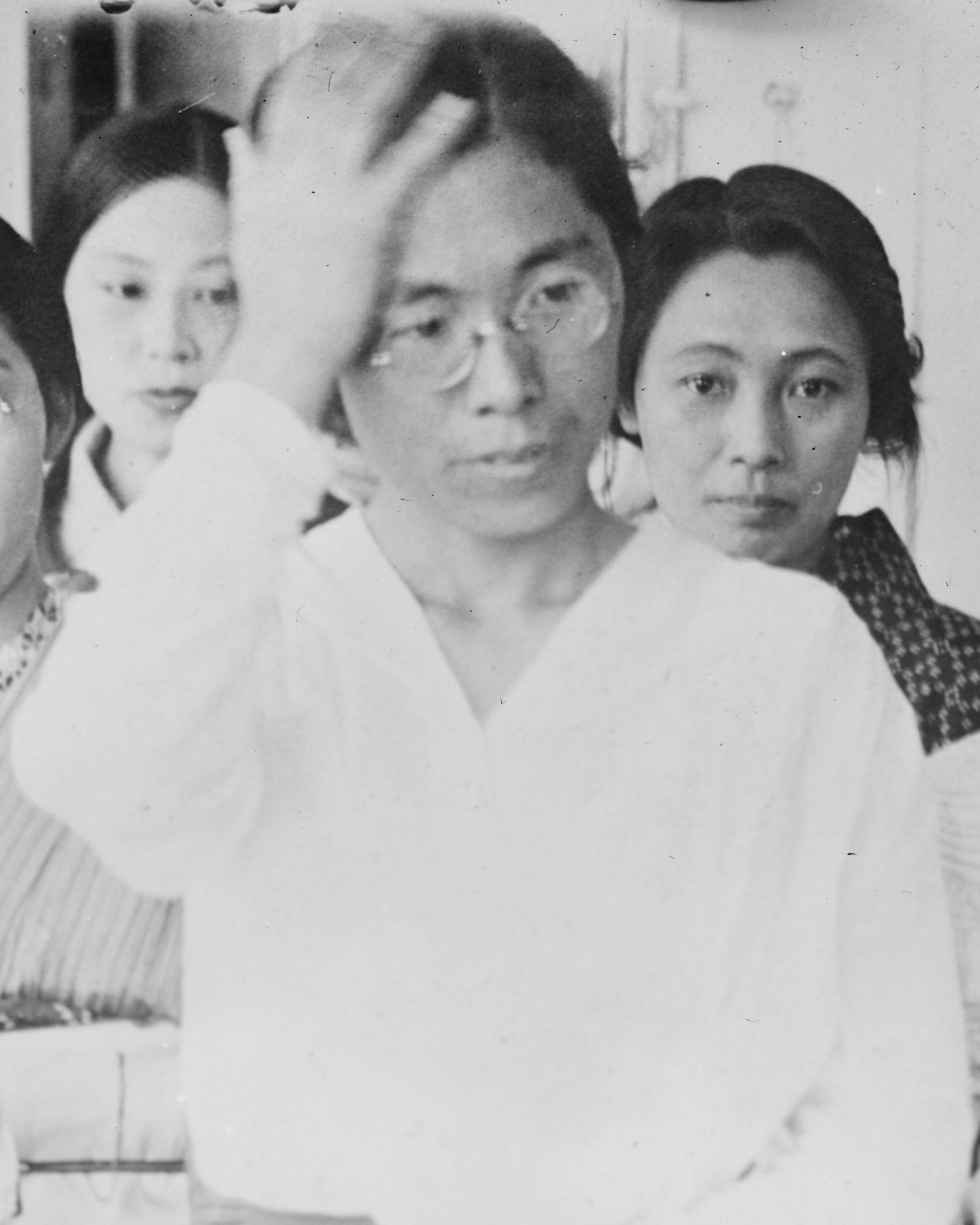
1920년대 이치카와 후사에

신부인협회는 신여성회는 여성의 지위 향상 및 복지 향상을 위해 일본에서 처음으로 결성된 단체였다. 이치카와가 이끌었던 이 단체는 여성의 정치 참여를 금지하는 일본 법률 개정을 위한 운동을 벌였다. 여성들이 이런 종류의 운동을 금지 당하자(단체가 개정하려고 했던 법에 의해) 단체는 운동을 계속하기 위해 "강연 회의"로 알려진 행사를 개최하였다, 1922년 제국의회에서 법을 개정한 뒤 단체는 해산하였다.
2년 후, 이치카와는 미국의 여성 참정권 운동가 앨리스 폴과 접촉하기 위해 미국으로 향하였다. 1924년 일본으로 돌아와 국제노동기구 도쿄지부에 일하면서 일본 최초의 여성 참정권 단체인 일본부인유권자동맹(日本婦人有権者同盟, 니폰후진유켄샤도메이)을 결성하고 1930년 일본 최초의 여성 선거권 부여에 관한 대회를 개최하였다. 이치카와는 참의원으로 선출되는 야마타카 시게리와 긴밀히 협력하였다.
전후 점령 기에는 일본의 전후 헌법에 여성의 참정권을 보장하는 데 중요한 역할을 하였으며, 여성의 정치적 권한이 일본이 그러한 파괴적인 전쟁에 참전하는 것을 막을 수 있었다고 주장하였다. 여성 참정권 획득을 목적으로 하는 단체 신일본부인동맹 운영이 시작되면서, 초대 동맹장으로 이치카와가 임명되었다.
1945년 11월, 이치카와의 노력이 포츠담 선언의 요구 사항과 결합되면서 여성에게 완전한 참정권이 부여되었다.

## 기타 활동
이치카와가 참여한 다른 운동으로는 1933년 선거 부패를 억제하는 노력으로 만들어진 도쿄정계청산여성회 활동이 있으며, 공식 정부 기관 선거청산중앙회도 설립되어 이치카와가 다섯 명의 여성 이사 중 한 명으로 임명되었다. 제2차 세계 대전 중에 이치카와는 일본 전쟁에 대한 대중의 지지를 높일 목적으로 일본 정부가 만든 조직인 민족정신동원중앙회의 총무로 임명되었다. 그는 또한 민간 지원 단체의 노력을 조직화한 대일본부인협회의 이사를 역임하였다.
여성 문제의 지칠 줄 모르는 옹호자인 그는 일본과 국제 무대에서 여성 회의를 조직하고 참가하였으며, 1980년에는 일본 정부가 여성에 대한 모든 형태의 차별 철폐 협약을 비준할 것을 촉구하는 주도적인 목소리를 내었다.

## 정치 경력
제2차 세계 대전 후, 이치카와는 점령으로 인하여 정치 기관과 정부 기관에서 제외되었다. 점령이 끝난 뒤 정계에 복귀한 이치카와는 1953년 도쿄 참의원에 선출되었다. 그는 선거 개혁뿐만 아니라 여성에게 중요한 의제에도 계속해서 초점을 맞추었다. 두 번이나 재선되었으나 다음 재선에 실패하여 1971년 퇴임하였다.
그러나 1974년, 당시 81세였던 이치카와는 다시 출마하라는 요청을 받게 되었고 다시 선거에 뛰어들어 참의원 4선을 달성하였다. 1980년 참의원 선거에서 전국구 최다 득표로 재선되었다.

## 수상
이치카와는 사회적 평등을 위해 노력한 공로를 인정받아 1974년 막사이사이상 민주주의 부문을 수상하였다.

## 같이 보기
- 참정권 및 참정권자 목록
- 여성 참정권 타임라인
- 여성의 권리 타임라인(투표 제외)
- 일본의 여성 참정권

### 인용
1. ↑  “Fusaye Ichikawa”. Biography.com. 2007년 8월 8일에 원본 문서에서 보존된 문서. 2008년 1월 14일에 확인함.
2. 1 2 3 4  Lublin 2013.
3. ↑  Hunter, Janet (1984). 《Concise Dictionary of Modern Japanese History》. University of California Press. 64–65쪽. ISBN 0520043901.
4. ↑  《父が子に送る一億人の昭和史：人物現代史(One Hundred Million People's Showa History, from Father to Child: Modern Historical Biographies)》. Mainichi Shimbun Press. 1978.
5. ↑  Mackie, Vera (2003). 《Feminism in Modern Japan: Citizenship, Embodiment and Sexuality》. Cambridge University Press. 122쪽. ISBN 0521820189.
6. 1 2  “1974 Ramon Magsaysay Award for Community Leadership”. 2012년 2월 7일에 원본 문서에서 보존된 문서. 2008년 1월 15일에 확인함.
7. ↑  Alan Warwick Palmer (1996). 《Who's Who in World Politics: From 1860 to the Present Day》. Routledge. ISBN 9780203995679.

## 더 읽어보기
- Ichikawa, Fusae; Nuita, Yoko (Autumn 1978). “Fusae Ichikawa: Japanese Women Suffragist”. 《Frontiers: A Journal of Women Studies》 (University of Nebraska Press) 3 (3): 58–62. doi:10.2307/3346332. JSTOR 3346332. - Interview of Ichikawa by Yoko Nuita
- Molony, Barbara (February 2011). “From "Mothers of Humanity" to "Assisting the Emperor": Gendered Belonging in the Wartime Rhetoric of Japanese Feminist Ichikawa Fusae”. 《Pacific Historical Review》 (University of California Press) 80 (1): 1–27. doi:10.1525/phr.2011.80.1.1. JSTOR 10.1525/phr.2011.80.1.1.
- Vavich, Dee Ann (1967). “The Japanese Woman's Movement: Ichikawa Fusae, A Pioneer in Woman's Suffrage”. 《Monumenta Nipponica》 (Sophia University) 22 (3/4): 402–436. doi:10.2307/2383075. JSTOR 2383075.
- “Ichikawa, Fusae (1893 - 1981)”. 《Portraits of Modern Japanese Historical Figures》. National Diet Library.